# 土岐直氏
土岐 直氏（とき なおうじ/ただうじ）は、鎌倉時代後期から南北朝時代の守護大名。伊予国に主な活動が見られ、『大野系図』によると大野直利（土居直利）の養子となって大野直氏（土居直氏）を称したという。

## 生涯
土岐頼清の子として生まれる。伊予大野氏大野直利（土居直利）の養子となって大野直利、あるいは土居直利を名乗る。土居の名は河野氏流土居氏によると思われるが、土岐駿河守頼継を初代とする土岐氏流土居氏との関係は不明。兄に土岐頼康。
中風により京都の宿所で没した。